# Platymantis mimica
Platymantis mimica é uma espécie de anfíbio da família Ranidae.
É endémica da Papua-Nova Guiné.
Os seus habitats naturais são: florestas subtropicais ou tropicais húmidas de baixa altitude e plantações .